# Maggers United
Maggers United ist eine Rockband aus Hamburg.

## Geschichte
Maggers United wurde 2003 gegründet, nachdem bei einer Probe zufällig ein deutschsprachiges Lied entstanden war. Die Band entschloss sich, das Lied Leck mich wie () der Sommer zusammen mit zwei weiteren Liedern zu veröffentlichen. Das Demo Quadratisch, Hanseatisch, Gut... wurde in diversen Kneipen auf und um den Kiez verteilt, aus denen nun in Dauerrotation Leck mich wie () der Sommer schallte.
2004 unterschrieb die Band einen Deal mit Rodeostar und der Kontakt zu Lotto King Karl entstand, der die Band bald zu seiner Stammvorband machte. Mit ihm spielten Maggers United u. a. mehrmals in der mit 15.000 Leuten ausverkauften Color Line Arena und im Hamburger Stadtpark. Nach der EP Leck mich wie () der Sommer, an der Lotto King Karl mitproduzierte und zusätzlich einen Gastauftritt hatte, und der Single Hamburg Ciddy im Jahr 2005 veröffentlichte die Band im Mai 2006 dann schließlich ihr erstes Album Nur Siege – Keine Niederlagen, welches von Frank Itt und Maggers United im Studio 4 in Stade produziert wurde.
Das zweite Album MU erschien im Mai 2008. Es enthält mit Ich liebe Dich eine Coverversion des Clowns & Helden-Klassikers inkl. Gastauftritt von Carsten Pape sowie eine Zusammenarbeit mit Starkoch Tim Mälzer bei dem Song Tüdelband. Am 13. Dezember 2008 wurde eine Live – Show im Logo in Hamburg aufgezeichnet. Eine Live-DVD ist offiziell im April 2010 erschienen.
Ende 2012 erschien das 8-Track-Minialbum Der Letzte macht das Licht aus im limitierten Eigenvertrieb. Zum 10-jährigen Bandjubiläum, im November 2013, wurde das Album Auf die Meisterschaft und Superhits! bei WMP / New Music Distribution veröffentlicht. Die zusätzlich erhältliche „10 Jahre Limited Edition“ beinhaltete eine „Acoustic Session“-Bonus-CD sowie diverse Merchandise-Artikel.
Am 23. September 2016 wurde das Album Schnaps, Zorn & Zweifel veröffentlicht. Dazu erschien das Musikvideo zu „Sag mir woher kommt die Musik“.
Im März 2021 haben Maggers United mit der Single Pinneberger könn´ kein Auto fah`n ein Lebenszeichen aus der coronabedingten Zwangspause gesendet. Dazu wurde auch ein Musikvideo in Eigenregie produziert und bei WMP / New Music Distribution veröffentlicht.
Im Juni 2024 erschien die erste von drei Singles "Füsse im Sand" mit Musikvideo pünktlich zum Start  in den Sommer.
Zum Herbst im selben Jahr wurde im September 2024 die zweite Single "Ich hoffe es geht Dir gut" veröffentlicht.
Mit der Veröffentlichung des Songs "Bis die Alster gefriert" am 20. Dezember 2024, schließen Maggers United die Trilogie des Jahres ab.

## Diskografie

### Alben
- 2006: Nur Siege – Keine Niederlagen
- 2008: MU
- 2012: Der Letzte macht das Licht aus
- 2013: Auf die Meisterschaft und Superhits
- 2016: Schnaps, Zorn & Zweifel

### Singles
- 2005: Hamburg Ciddy
- 2007: Hurra Hurra, die Stube brennt
- 2011: Endlich wieder Sommer (Download-Single)
- 2021: Pinneberger könn’ kein Auto fah’n
- 2022: Ich&DU
- 2024: Füße im Sand
- 2024: Ich hoffe es geht Dir gut
- 2024: Bis die Alster gefriert

### EPs
- 2003: Quadratisch, Hanseatisch, Gut... (Demo)
- 2005: Leck mich wie () der Sommer
- 2010: Handarbeit fürn Fünfer

### Soundtrack
- 2007: Hurra Hurra die Stube brennt und Leck mich wie()der Sommer – Kein Bund fürs Leben

### DVDs
- 2010: MU Live – Special Edition

### Musikvideos
- 2006: Leck mich wieder Sommer
- 2013: Bilder von Dir
- 2016: Sag mir woher kommt die Musik
- 2021: Pinneberger könn´ kein Auto fahren
- 2024: Füße im Sand